# Atala Hacker
L'Atala Hacker (codice telaio S1A) è uno scooter prodotto dalla Atala dal 1995 al 2000.

## Storia
Presentato nell’aprile del 1995, l’Hacker è frutto dello stesso progetto che ha visto nascere l’altro scooter di casa Atala, il Byte.  
Si tratta di un piccolo ciclomotore proposto con motorizzazione 50 dal design sportivo disegnato da Giulia Moselli e destinato al pubblico giovanile. Esteticamente possiede i doppi fanali sdoppiati sul manubrio contenuti tra due gusci di plastica grezza, ampia pedana con tunnel basso e spoiler posteriore dietro la sella. La strumentazione ha lo sfondo bianco, il vanosottosella è in grado di contenere un casco.
Caratterizzato da dimensioni contenute ha una lunghezza di 1,740 metri, un passo di 1,240 metri, larghezza di 0,660 metri e altezza di 1,140 metri.
Il nome “Hacker” è volutamente ispirato al mondo dell’informatica.
Il motore è un Franco Morini AH-50L da 49,4 cc monocilindrico due tempi disponibile con raffreddamento ad aria oppure a liquido. Eroga 1.3 kW di potenza massima e la velocità massima è limitata da codice a 45 km/h (50 sui mercati esteri). 
Gli pneumatici sono: anteriore 120/70- 11 49J tubeless, posteriore 130/70-12 55J tubeless.
La produzione termina nel 2000 con l’entrata in vigore delle norme anti inquinamento Euro 1.

## Versioni
È stato prodotto in tre versioni:
- AT 12, il modello base più classico nel design e privo di livrea;,

- Racing, più sportivo con una livrea disegnata da Aldo Drudi, protezioni per gli indicatori di direzioni e con optional una gamma di caschi dedicati;

- LC, ovvero "Liquid Cooler", con motore raffreddato a liquido.[2]